# Бедринцев, Виталий Владимирович
Виталий Владимирович Бедринцев (1928—1994) — советский инженер-конструктор в области эксплуатации технических средств ракетно-космической техники, один из создателей Центра управления космическими полётами. Лауреат Государственной премии СССР (1987).

## Биография
Родился 7 августа 1928 года в Ташкенте, Узбекской ССР.

### Образование и начало деятельности
С 1945 по 1950 год обучался в Среднеазиатском политехническом институте, по окончании которого получил специальность инженера-электрика. С 1950 по 1952 год служил в Советской армии в составе ГСВГ в должности инженера-диспетчера. С 1952 по 1953 год работал на Заводе № 569 в должности инженера, занимался разработкой счётно-вычислительной техники для предприятий в системе оборонной промышленности.

### На предприятиях и НИИ по разработке приборов для ракетно-космической техники
С 1954 по 1963 год работал на Загорском оптико-механическом заводе в должностях: руководителя Конструкторского бюро, начальника отдела технического контроля и главного инженера. С 1963 по 1965 год работал на Серпуховском заводе «Металлист» в должности главного инженера, под его руководством завод занимался разработкой и производством электрических машин малой мощности, электродвигателей различного назначения, изделий точной механики и гироскопических приборов в том числе для комплектования космических кораблей «Прогресс» и «Союз», ракет-носителей «Протон», Международной космической станции.
С 1965 по 1966 и с 1967 по 1991 год на научно-исследовательской работе в НИИ-88 (с 1967 года — Центральный научно-исследовательский институт машиностроения) в должностях: инженера и главного инженера научно-исследовательского отделения № 8. С 1966 по 1967 год работал в НИИ измерительной техники в должностях заместителя руководителя отдела и заместителя главного конструктора по производству.
С 1960 года В. В. Бедринцев принимал непосредственное участие в организации Координационного вычислительного центра управления космическим аппаратами (с 1973 года — Центра управления космическими полётами), руководил строительством и вводом в эксплуатацию комплексов технических средств этого центра, занимался созданием и развитием комплексов средств гарантированного электропитания и вычислительных комплексов а так же многофункциональных средств
связи, был руководителем внедрения комплекса новых технологических средств
в практику управления. С 1987 года В. В. Бедринцев являлся одним из технических руководителей создания сектора по управлению космической программы многоразовой транспортной космической системы «Энергия — Буран» в Центре управления космическими полётами
В 1987 году «закрытым» Постановлением ЦК КПСС и СМ СССР «За заслуги по созданию Координационно-вычислительного центра управления космическим аппаратами» В. В. Бедринцев был удостоен Государственной премии СССР.
Скончался 24 мая 1994 года в Москве, похоронен на Невзоровском кладбище
Московской области.

## Награды
- Орден Дружбы народов (1987)

### Премии
- Государственная премия СССР (1987)[1][3][2]